# Éclipse lunaire du 31 janvier 2018
| Éclipse totale de Lune du 31 janvier 2018           | Éclipse totale de Lune du 31 janvier 2018 |
| --------------------------------------------------- | ----------------------------------------- |
| La Lune passe par le centre de l'ombre de la Terre. |                                           |
| Gamma                                               | -0.3014                                   |
| Magnitude                                           | 1,3155                                    |
| Localisation                                        | Océan Pacifique                           |
| Saros (membre de la série)                          | 124 (49 sur 74)                           |
| Durée (h:min:s)                                     |                                           |
| Totalité                                            | 1 h 16 min 4 s                            |
| Phases partielles                                   | 3 h 22 min 44 s                           |
| Phases pénombrales                                  | 5 h 17 min 12 s                           |
| Contacts (UTC)                                      |                                           |
| P1                                                  | 10:51:15                                  |
| U1                                                  | 11:48:27                                  |
| U2                                                  | 12:51:47                                  |
| Maximum                                             | 13:29:50                                  |
| U3                                                  | 14:07:51                                  |
| U4                                                  | 15:11:11                                  |
| P4                                                  | 16:08:27                                  |
|                                                     |                                           |

L'éclipse lunaire du 31 janvier 2018 est la première éclipse de Lune de l'année 2018. Il s'agit d'une éclipse totale ; elle est la première éclipse totale d'une série de trois, se produisant à environ 6 mois d'intervalle. C'est aussi une éclipse de superlune, avec le périgée survenant le 30 janvier.

Cette simulation animée montre l'apparence approximative de la Lune passant dans l'ombre de la Terre durant cette éclipse. La partie septentrionale de la Lune est proche du centre de l'ombre, qui rend cette partie la plus sombre.

## Visibilité
L'éclipse est visible depuis une majeure partie de l'océan Pacifique qui est tourné vers la Lune lors de cette éclipse. L'Asie centrale et orientale (dont la Sibérie), l'Indonésie, la Nouvelle-Zélande et la majeure partie de l'Australie ont une vue complète de cette éclipse après le coucher du soleil.
Plus à l'ouest, le sous-continent indien, le Moyen-Orient et l'Europe de l'Est assistent à l'éclipse déjà en cours au lever de la Lune.
L'Amérique du Nord assiste, quant à elle, aux premières phases de l'éclipse jusqu'au coucher de la Lune aux premières heures du matin (local).
| La Terre vue de la Lune lors du maximum de l'éclipse. | Carte de visibilité. |

## Particularité
Il s'agit de la première conjonction des phénomènes de lune bleue, de lune rousse et de super lune depuis 1866. Ce qui a valu à cette éclipse lunaire le surnom de « super Lune bleue de sang » dans les médias grand public.
Cette super lune provoque de fortes marées basses qui, combinées à de faibles pluies, font baisser la profondeur des canaux de Venise de 60 cm. Ainsi, plusieurs canaux de la ville lacustre se sont retrouvés à sec du 31 janvier au 2 février.

## Galerie de photos
- De la totalité ou proche de la totalité :

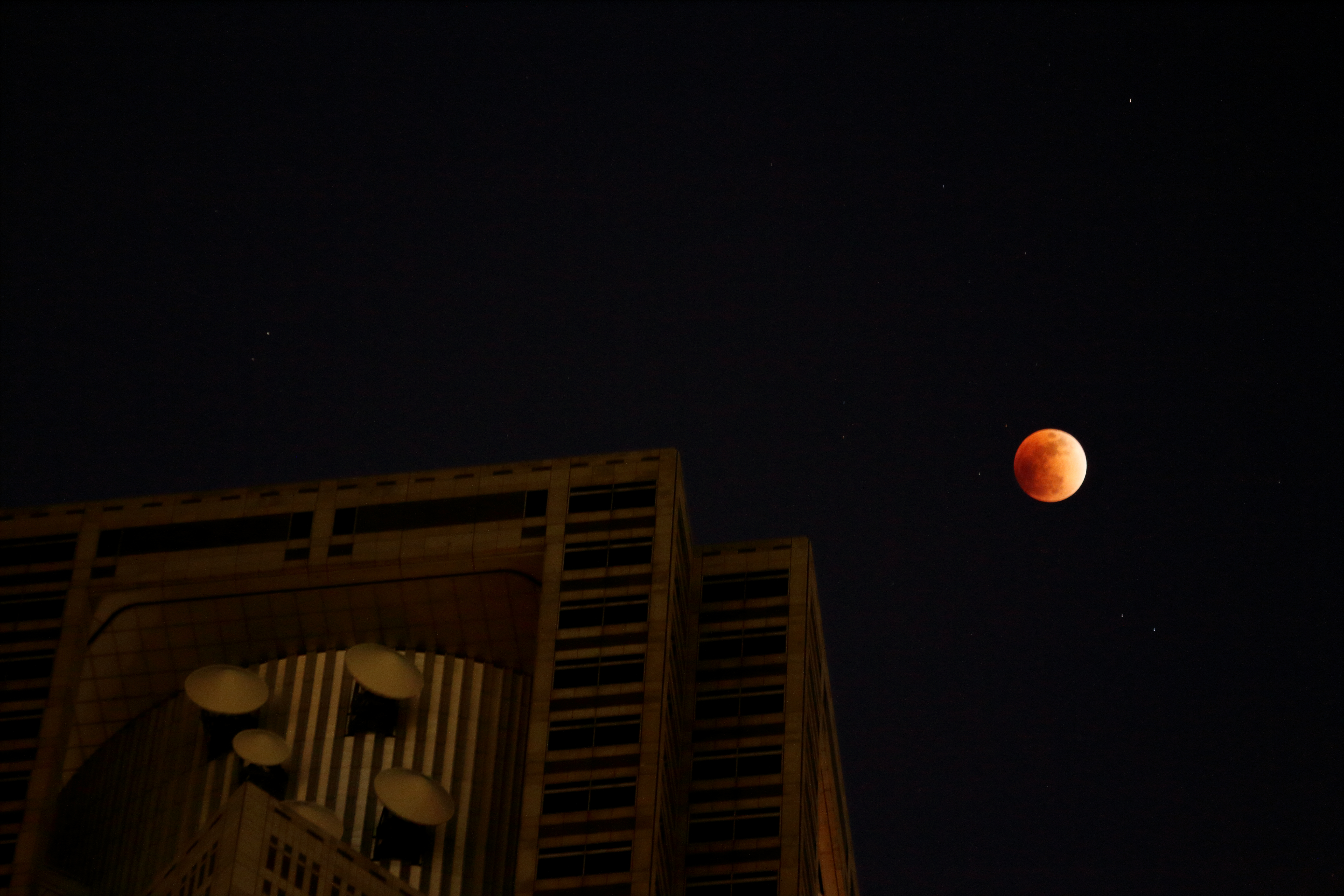
Depuis Tokyo, Japon.
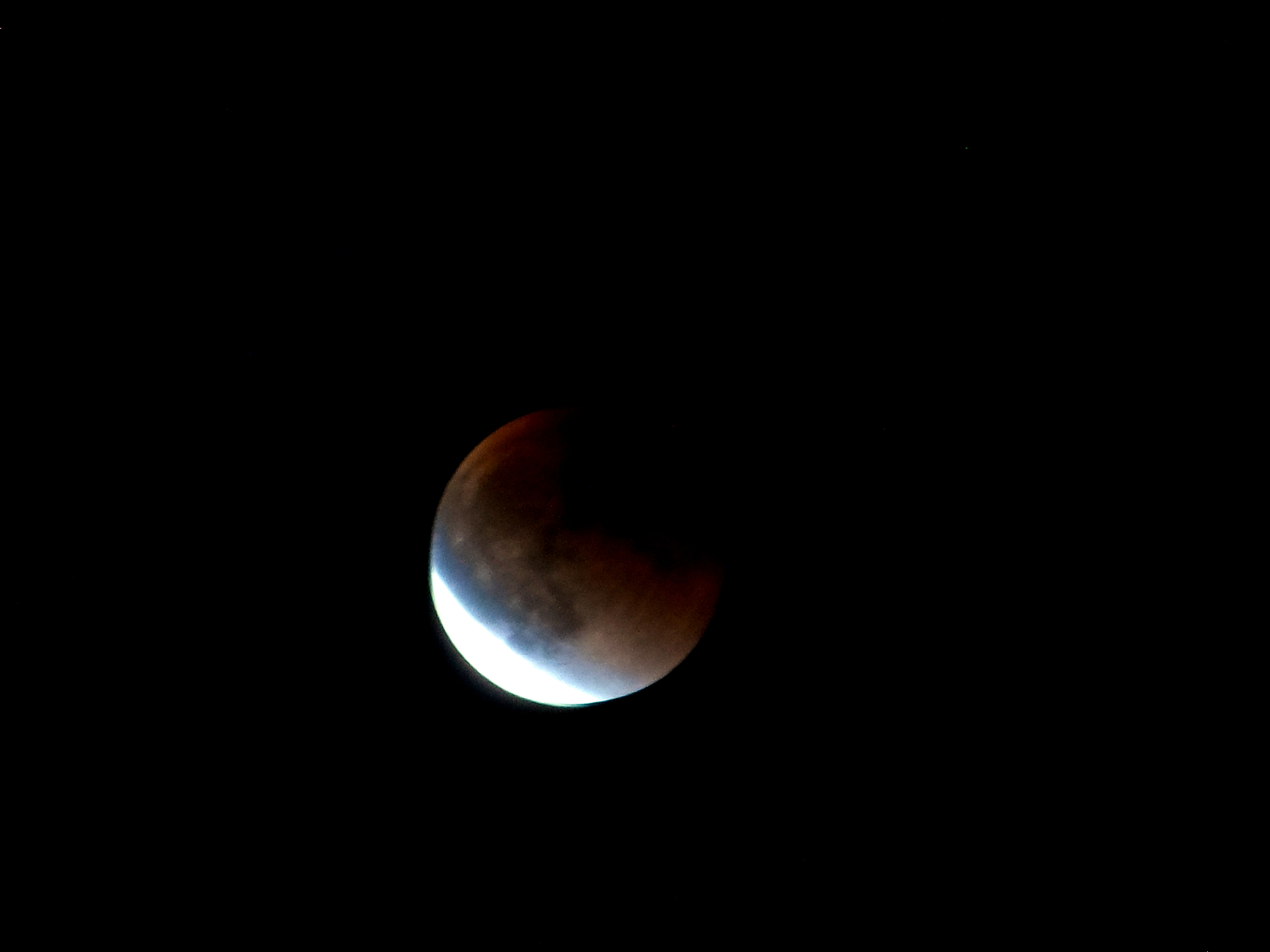
Depuis George Town, État de Penang, Malaysie 22:16 (UTC+8) (31 janvier).
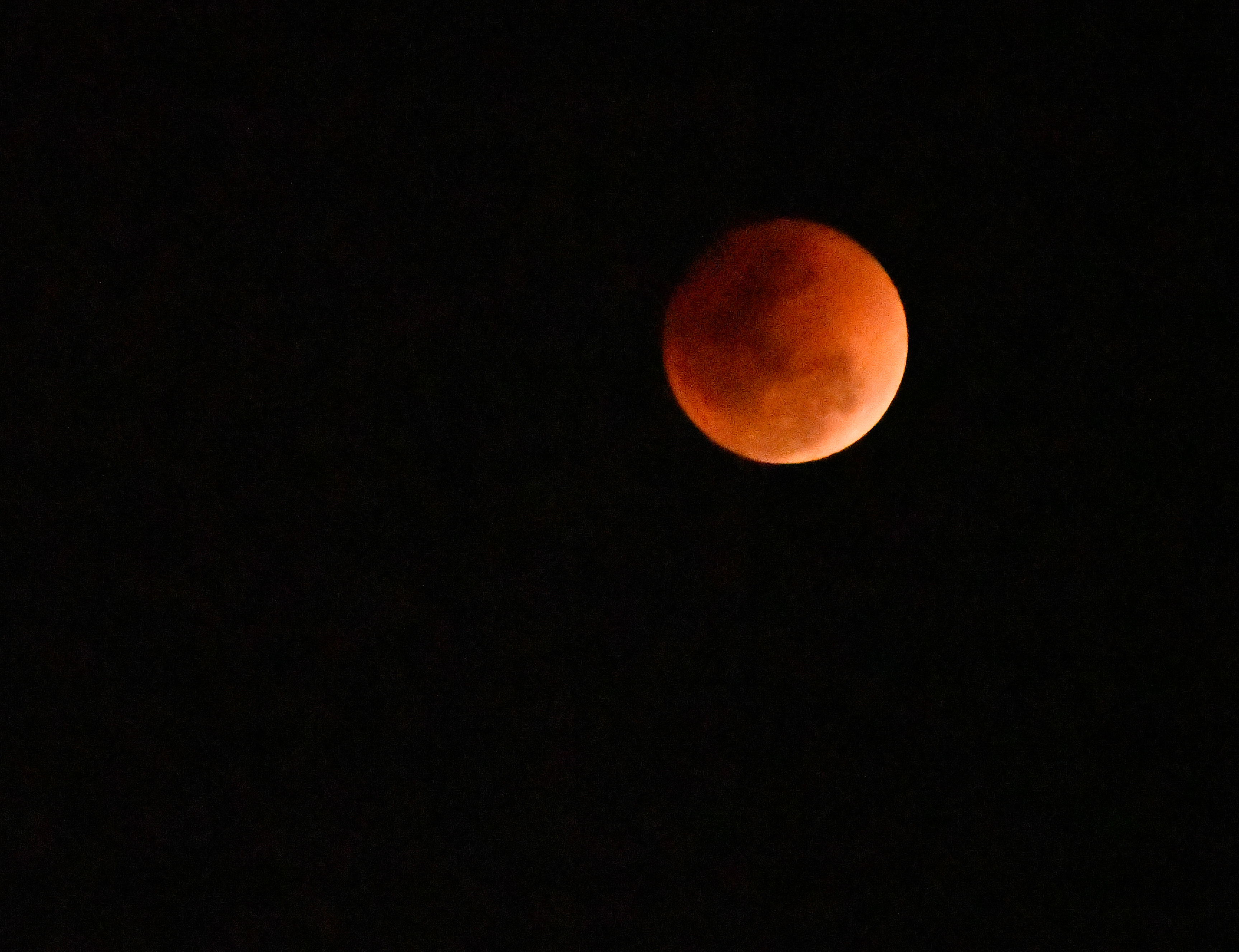
Depuis l'État de Kérala, Inde.
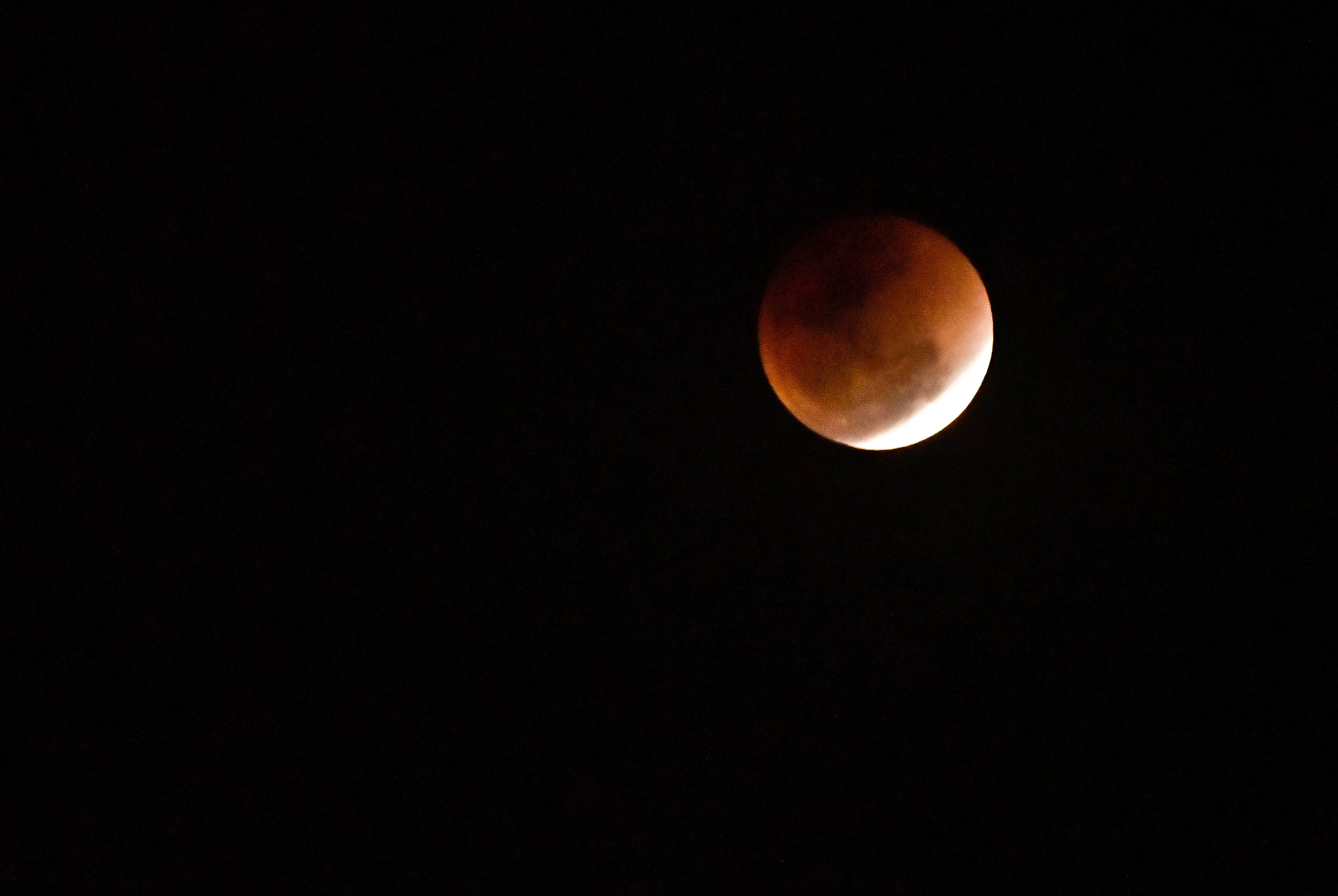
Kérala, Inde.
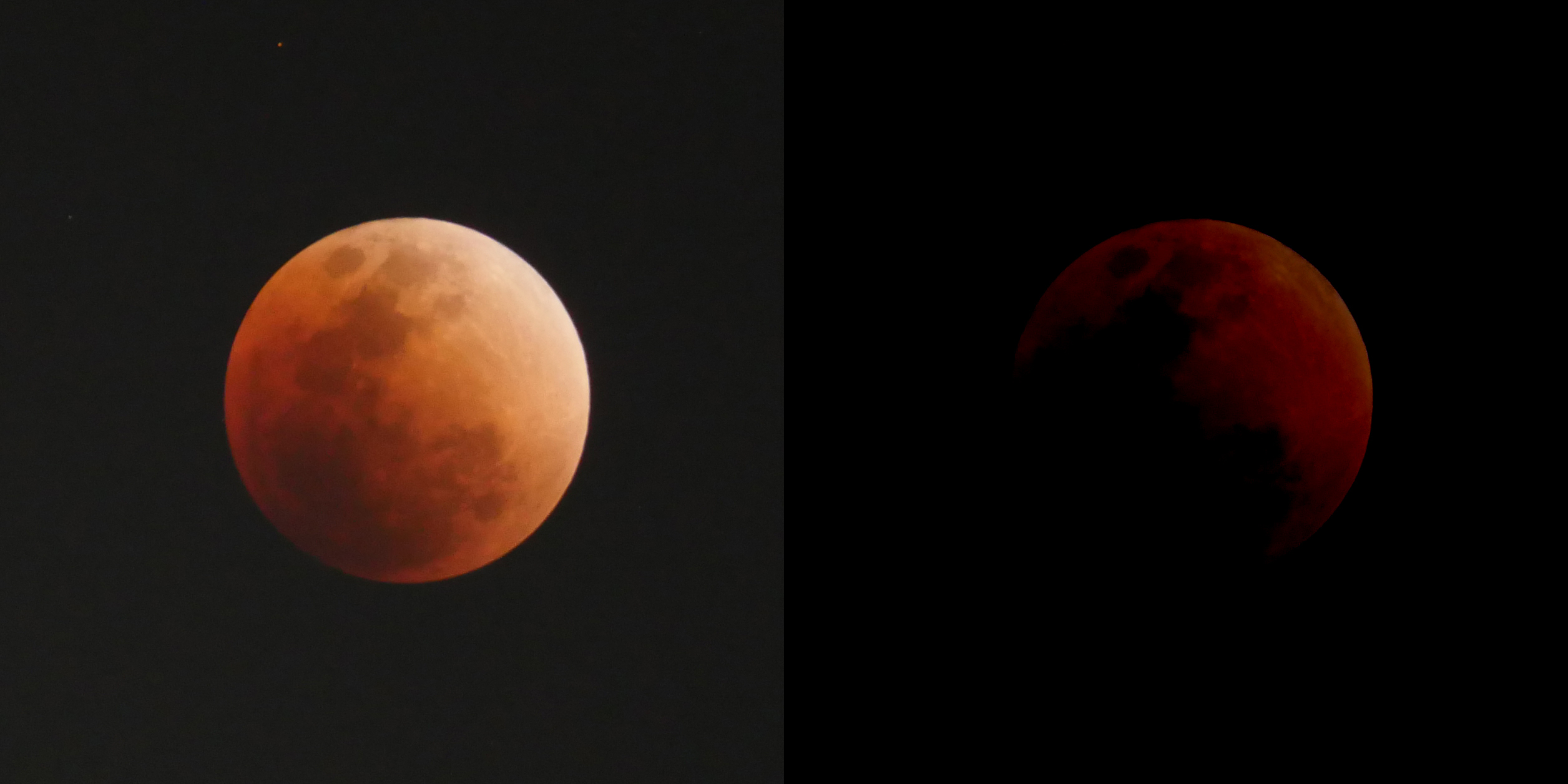
Depuis Chiang Mai, Thaïlande 19:56 (UTC+7) (31 janvier). 2 vues : comme perçu par la caméra et comme perçu par les spectateurs.
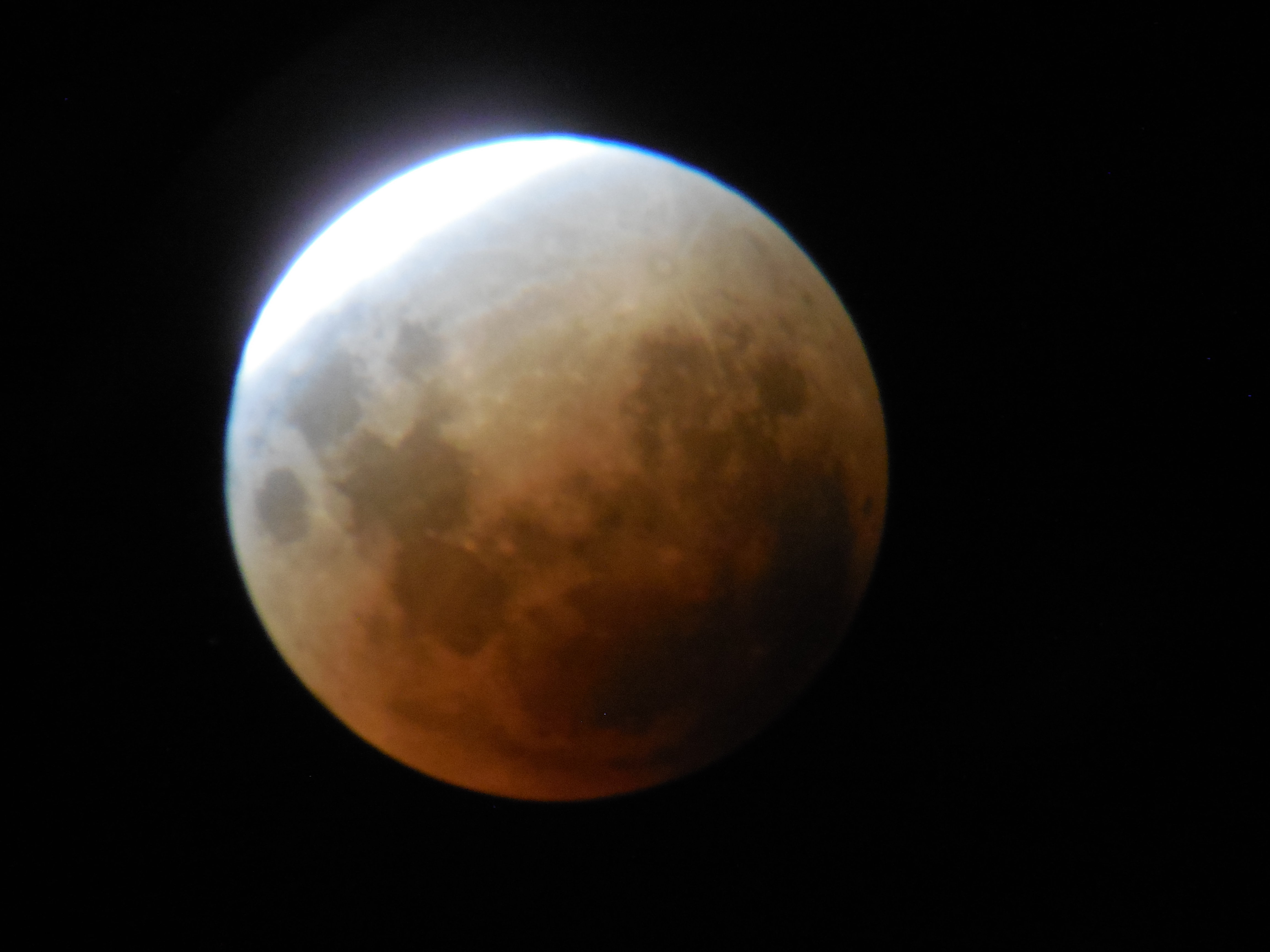
Depuis l'État de Victoria, Australie 23:48 (UTC+11) (31 janvier).
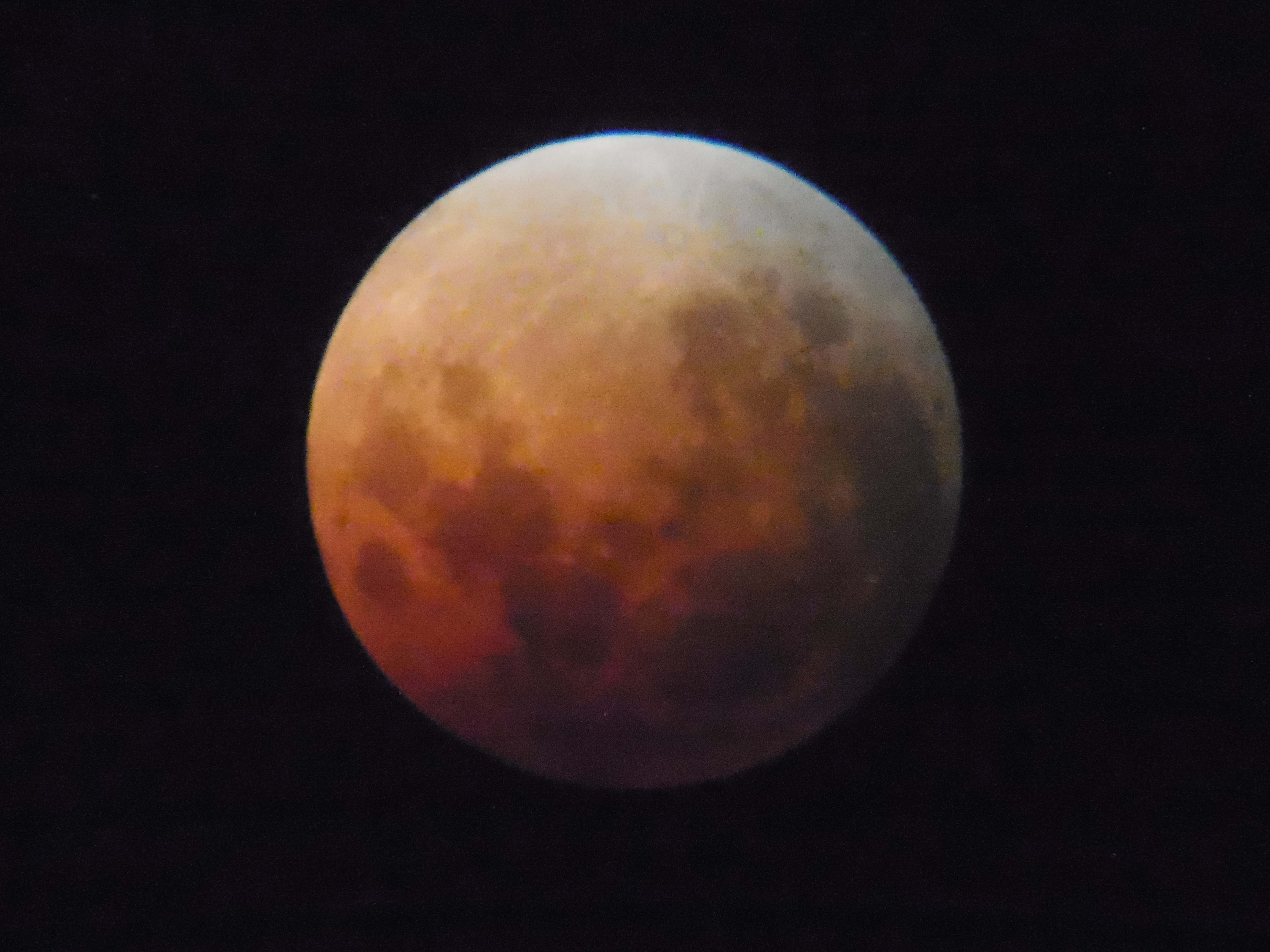
Victoria, Australie, 00:44 (UTC+11) (1er février).
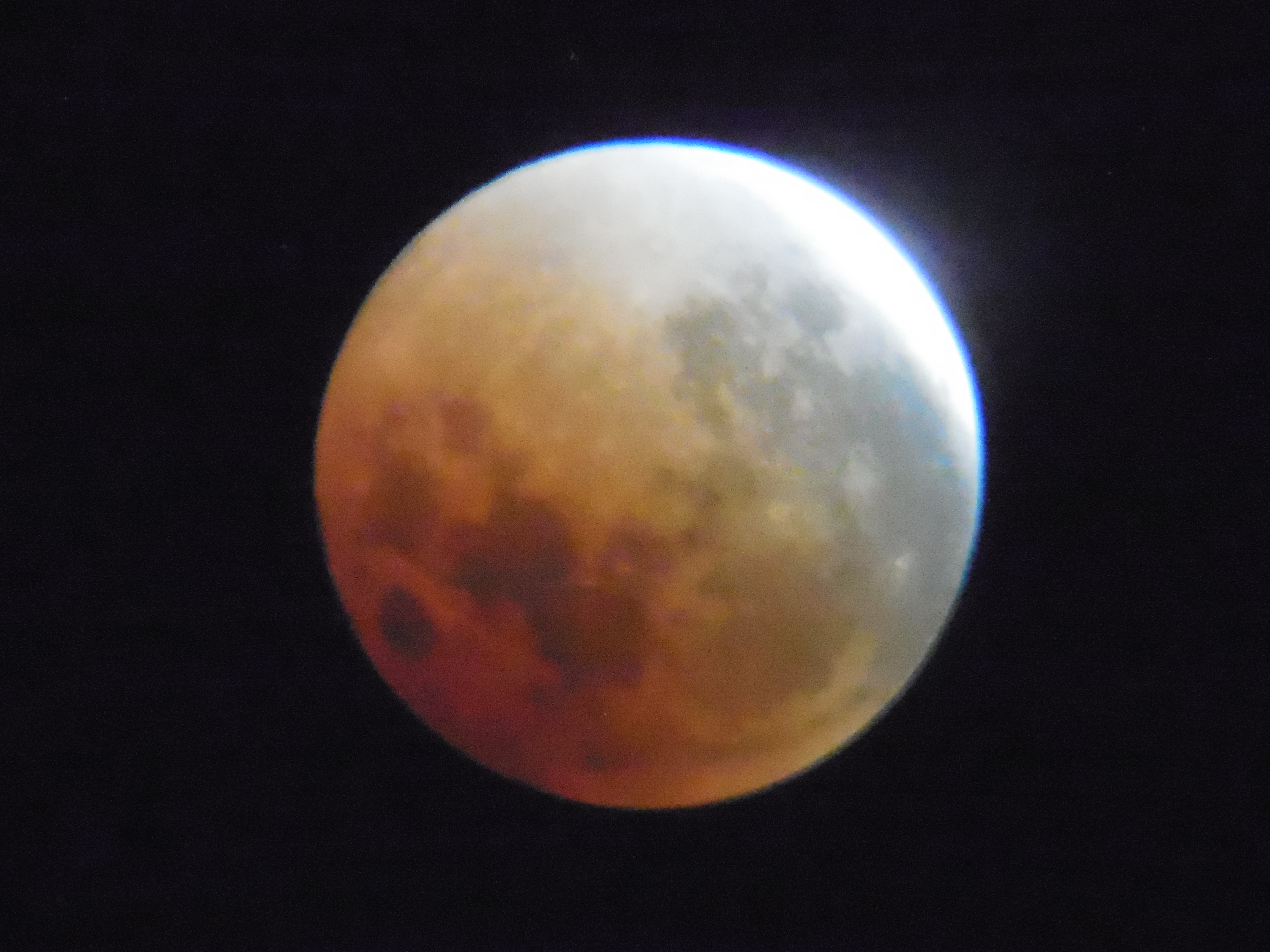
Victoria, Australie, 01:14 (UTC+11) (1er février).